# إديلسون
اديلسون دا سيلفا فاريرا (بالبرتغالية: Edílson da Silva Ferreira) ، من مواليد 17 سبتمبر سنة 1971 ، في سالفادور البرازيلية، وهو لاعب كرة قدم محترف سابقاً، ولاعب برازيلي الذي أكمل احترافه في البرازيل واليابان ودبي.

## وصلة خارجية
- اديلسون على موقع الاتحاد الدولي (مؤرشف)  (الإنجليزية)
- اديلسون على موقع رابطة كرة القدم اليابانية للمحترفين (اليابانية)
- اديلسون على موقع قاعدة بيانات كرة القدم.إي يو (الإنجليزية)
- اديلسون على موقع ناشيونال فوتبول تيمز (الإنجليزية)
- اديلسون على موقع Soccerway.com (الإنجليزية)
- اديلسون على موقع عالم كرة القدم.نت (الإنجليزية)
- اديلسون على موقع كووورة

(بالبرتغالية) Official Page